# Parasiccia shirakii
Parasiccia shirakii är en fjärilsart som beskrevs av Matsumura 1930. Parasiccia shirakii ingår i släktet Parasiccia och familjen björnspinnare. Inga underarter finns listade i Catalogue of Life.